# Bockenheim (Schiff, 1918)
Die 1918 gebaute Bockenheim war von 1921 bis 1924 das erste Frachtschiff dieses Namens der Schleppschifffahrtsgesellschaft Unterweser. Das Schiff fuhr bis 1921 als niederländische Megrez und deutsche Karpin, nach 1924 als norwegische Askild, die 1942 im Sturm vor Neufundland strandete.

## Bau und technische Daten
Das Schiff wurde im niederländischen Papendrecht auf der Werft J. & A. van der Schuyt unter der Baunummer 93 auf eigene Rechnung auf Kiel gelegt. Es sollte ursprünglich den Namen Jan van Arkel erhalten, der in der hauseigenen Reederei J. & A. van der Schuyt bereits genutzt worden war. Der Stapellauf fand am 20. Februar 1918 statt, aber da das Schiff einen Abnehmer gefunden hatte, wurde es auf den Namen Megrez nach dem gleichnamigen Stern Megrez getauft.
Ihre Länge betrug 61,69 Meter über alles, sie war 12,84 Meter breit und wies einen Tiefgang von 4,80 Metern auf. Sie war mit 1906 BRT bzw. 1120 NRT vermessen und hatte eine Tragfähigkeit von 3097 tdw. Der Antrieb bestand aus einer 3-Zylinder Dreifach-Expansionsmaschine der eigenen Werft, deren Leistung 900 PS betrug. Diese wirkte auf eine Schraube, der Dampfer erreichte eine Geschwindigkeit von 8,0 Knoten. Die Besatzung bestand aus 22 Mann.

## Geschichte

### Niederländisches FrachtschiffMegrez(1918–1920)
Die Reederei Van Nievelt, Goudriaan & Co.’s Stoomvaart Maatschappij aus Rotterdam übernahm den Dampfer von der Werft am 15. Mai 1918. Die Reederei, die von 1905 bis 1991 bestand, transportierte in den Sommermonaten vor allem Holz aus der Ostsee in die Niederlande und war im Winter in der Trampschifffahrt unterwegs. In diesen Rahmen sind die Fahrten der Megrez einzuordnen, bis sich die Reederei bereits 1920 wieder von dem Schiff trennte.

### FrachtschiffKarpinder Roland-Linie (1920–1921)
Für die Roland-Linie war die Karpin Bestandteil eines Tauschgeschäftes mit der Van Nievelt, Goudriaan & Co.’s Stoomvaart Maatschappij: Die Roland-Linie gab die beiden in der Endausrüstung befindlichen Frachter Rapot (2) und Wido an die Niederländer ab und erhielt für die beiden von Auslieferung an die Siegermächte bedrohten Neubauten im Tausch zehn kleinere Dampfer – darunter am 8. November 1920 die Megrez. Diese Schiffe vercharterte sie zunächst an die Reederei Rob. M. Sloman für den Mittelmeerdienst, nahm aber bald selbst die Levante-Fahrt auf. Allerdings verkaufte die Roland-Linie die Karpin mit sechs weiteren der kleinen Dampfer schnell weiter.

### FrachtschiffBockenheimder Unterweser Reederei (1921–1924)
Nach dem Kauf des Schiffes am 11. November 1920 erhielt das Schiff von der Schleppschifffahrtsgesellschaft Unterweser aus Bremen – so der Name vor der Umbenennung in Unterweser Reederei – den Namen Bockenheim nach dem Stadtteil Bockenheim von Frankfurt am Main. Die neue Muttergesellschaft der Reederei, die Metallgesellschaft, hatte kurz zuvor die Aktienmehrheit der Reederei erworben und führte mit der Ausweitung des Reedereibetriebes auf die Frachtschifffahrt auch ein neues Namenskonzept ein. Da die Metallgesellschaft in Frankfurt ihren Firmensitz hatte, wurden die Namen Frankfurter Stadtteile mit der Endung „-heim“ Markenzeichen der Schiffe. Als eines der ersten Schiffe der Reederei und zugleich als erster Dampfer erhielt die Neuerwerbung den Namen Bockenheim.
Für die Metallgesellschaft übernahm die Schleppschifffahrtsgesellschaft Unterweser bzw. Unterweser Reederei vor allem Erz- und Metalltransporte, bei denen schwedisches Erz im norwegischen Narvik verladen und auf den Kontinent transportiert wurde. Hier waren größere Schiffe wirtschaftlicher einzusetzen, als kleinere. So wurde die erste Bockenheim bald von der zwar älteren, aber größeren zweiten Bockenheim abgelöst. Der 1918 erbaute Frachter wurde am 25. Mai 1924 nach Norwegen verkauft.

### Norwegisches FrachtschiffAskild(1924–1942)
Käufer des Schiffes war die Rederi AS Aladdin in Oslo, die dem Dampfer den Namen Askild gab. Die 1916 von Jørgen Tallaksen Farsjø gegründete Reederei betrieb eine kleine Flotte von vier bis fünf Schiffen in der Trampschifffahrt. Routen oder Fracht des Schiffes aus diesen Jahren sind nicht überliefert.
Während der deutschen Besetzung Norwegens, des Unternehmens Weserübung, befand sich das Schiff an der amerikanischen Ostküste. Noch im April 1940 wurde das Schiff der Nortraship (Norwegian Shipping & Trade Mission) in London unterstellt und führte Nachschubtransporte auf Seiten der Alliierten durch. 1940 befuhr sie hauptsächlich Verbindungen entlang der amerikanischen Ostküste, ab 1941 führten die Routen vermehrt bis in die Karibik. Ab Dezember 1941 fuhr sie mit einigen SC-Konvois von Halifax nach Liverpool, der Großteil ihrer Fahrten blieb aber weiterhin entlang der amerikanischen Ostküste. Am 2. Dezember 1942 strandete der Dampfer auf der Reise in Ballast von St. John’s zum Sankt-Lorenz-Strom bei Kap Race. Dabei starben zwei der 22 Besatzungsmitglieder.